# 以色列共產黨
以色列共產黨（羅馬化：HaMiflagah HaḲomunisṭit HaYiśrʼelit；
阿拉伯语：），简称马基（מק"י），是以色列的一個共產主義政黨。
1964年7月后，原来的以色列共产党（简称马基）分裂为两派：以原总书记什穆埃尔·米库尼斯为首的一派主张在互让原则上解决阿以冲突，反对阿拉伯民族主义力量开展的反以色列立场；以梅尔·维尔纳为首的一派，支持苏联的立场，要求同阿拉伯民族主义运动协调一致，这一派于1965年9月1日另立新共产主义名单（简称拉卡）。1975年，以色列共产党与蓝-红运动合并为“焦点”党。1989年，新共产主义名单改称以色列共产党。
以色列共产党声明自己是犹太人和阿拉伯人的党，支持猶太人与阿拉伯人和平共處，政治目标是在以色列实现社会主义。以色列共产党领导了一個政党联盟和平與平等民主陣線（该联盟的法律地位也是政党）。